# Ördöglépcső-sziklaüreg
Az Ördöglépcső-sziklaüreg a Duna–Ipoly Nemzeti Parkban elhelyezkedő Pilis hegységben, Budakalászon található egyik barlang, amely turista útikalauzokban is be van mutatva.

## Leírás
A Nagy-Kevély É-i oldalán, a csúcstól ÉK-re, az Ördög-lépcsőnek nevezett sziklás részben, egy sziklakibúvásban, a piros négyzet jelzésű turistaút közelében helyezkedik el a barlang. Az Arany-lyuktól haladva, a turistajelzést követve, a jelzett úttól fentebb, balra található. A jelzett turistaúton körülbelül 500 m-t kell menni, ahol egy meredek lejtő van, amelynek a tetejéről látni lehet a barlangbejárat sziklakibúvását. Bejárata vízszintes tengelyirányú és északra néz. A Kápolna-barlangtól K-re kb. 100 m-re és lejjebb nyílik.
Vastagpados, fehér, felső triász, dachsteini mészkőben jött létre. A pusztuló, hévizes keletkezésű barlangroncs bejárata előtt nagy kőtömbök helyezkednek el. A bejárat után egy kis méretű terem van és a teremben fel lehet egyenesedni kényelmesen. A barlangban kevés a képződmény és humuszos törmelék a kitöltése. A lezáratlan barlang egy elszűkülő repedésben végződik. A megtekintéséhez világítóeszköz és engedély szükséges.
1981-ben volt először Ördöglépcső-sziklaüregnek nevezve a barlang az irodalmában. Előfordul irodalmában Ördöglépcső-barlang (Kárpát 1989), Ördöglépcső-barlangja (Dely, Mezei 1974) és Ördöglépcső sziklaüreg (Kordos 1970) neveken is.

## Kutatástörténet
1968-ban Kordos László találta meg Schőnviszky László szóbeli tájékoztatása után. Ebben az évben a Szabó József Geológiai Technikum Barlangkutató Csoport tágította a bejáratot és kiásta a kitöltést. 1969-ben Kordos László és Wehovszky Erzsébet mérték fel a barlangot állandó pontokkal, függőkompasszal, fokívvel és a felmérés alapján Kordos László szerkesztette és rajzolta meg a barlang alaprajz térképét, valamint hosszmetszet térképét, amelyek 1:100 méretarányban ábrázolják a barlangot. A felmérés alapján az Ördöglépcső-sziklaüreg 4 m hosszú és 3,5 m mély.
1970. április 11-én és 1970. május 10-én a Szpeleológia Barlangkutató Csoport két tagja, Nagy László és Forgács Jenő klimatológiai méréseket végeztek Assmann-féle, aspirációs pszichrométerrel. A csoport 1970. évi jelentésében részletesen le van írva és a leírás szerint a kitöltése recens csontokat tartalmaz, a bejárat előtt lévő kőtörmelék mozog és omlásveszélyes. Az 1974-ben megjelent Pilis útikalauz című könyvben, a Pilis hegység és a Visegrádi-hegység barlangjainak jegyzékében (19–20. old.) meg van említve, hogy a Pilis hegység és a Visegrádi-hegység barlangjai között van az Ördöglépcső-barlangja. A Pilis hegység barlangjait leíró rész szerint a Nagy-Kevély csúcsától ÉK-re lévő és Ördög-lépcsőnek nevezett, sziklás hegyoldalban, a piros négyzet jelzésű turistaút közelében helyezkedik el az Ördöglépcső-barlang. A 4 m hosszú és pusztuló kis barlang vastagpados dachsteini mészkőben jött létre.
Az 1976-ban befejezett és Bertalan Károly által összeállított Magyarország barlangleltára című kéziratban az olvasható, hogy a Pilis hegységben, a Kevély-csoportban, Budakalászon helyezkedik el az Ördöglépcső sziklaüreg. A Nagy-Kevély csúcsától ÉK-re, a piros négyzet jelzésű turistaút Ördöglépcső nevű sziklás oldalában van bejárata. 4 m hosszú és 3,5 m mély pusztuló barlangroncs, amely hévizes keletkezésű. Nagy kőtömbök vannak szűk bejárata előtt és kis teremből, valamint repedésből áll. A kézirat barlangra vonatkozó része 2 irodalmi mű alapján lett írva.
Az 1981. évi Karszt és Barlang 1–2. félévi számában nyilvánosságra lett hozva, hogy az Ördöglépcső-sziklaüregnek 4820/9. a barlangkataszteri száma. Az 1984-ben kiadott Magyarország barlangjai című könyv országos barlanglistájában szerepel a Pilis hegység barlangjai között a barlang Ördöglépcső-sziklaüreg néven. A listához kapcsolódóan látható a Dunazug-hegység barlangjainak földrajzi elhelyezkedését bemutató 1:500 000-es méretarányú térképen a barlang földrajzi elhelyezkedése. 1989 októberében Kárpát József szerkesztette és rajzolta meg a barlang alaprajz térképét és hossz-szelvény térképét, amelyek 1:100 méretarányban ábrázolják a barlangot. Kárpát József 1990-ben írt kéziratában szó van arról, hogy a Kápolna-barlang bejárata az Ördöglépcső-barlangtól ÉNy-ra 150 m-re található.
A Kárpát József által írt 1991-es kéziratban meg van említve, hogy az Ördöglépcső-sziklaüreg (Budakalász) 4 m hosszú és 0 m mély. Az 1991-ben megjelent A Pilis és a Visegrádi-hegység című könyvben le van írva röviden, a leírás majdnem megegyezik az 1974-ben kiadott útikalauz leírásával. A 2020. évi Zsákfalvi Riporterben megjelent ismertetés szerint ott, ahol a piros négyzet jelzésű turistaút átnavigál az Ördöglépcső egyik szelíd szakaszán, az ösvénytől néhány méterrel feljebb nyílik a hegyoldal kisebbik menedékhelye, amely tulajdonképpen egy egyszemélyes esőbeálló. Csak négy méter hosszú a barlang, de nagyon érdekes felépítésű. Noha csak négykézláb lehet bemenni, de bent olyan magas, hogy egy felnőtt is kényelmesen fel tud állni benne, talán van annyira tág is, hogy egy összekapaszkodó pár is átvészelhet benne egy nyári záport.

## További irodalom
- Szenthe István: Karsztjelenségek és képződményeik fejlődéstörténete a Nagy-Kevély környékén. Egyetemi szakdolgozat. Kézirat. Budapest, 1969.